# Christian Heinrich Postel
Christian Heinrich Postel (ur. 11 października 1658 we Freiburgu - zm. 22 marca 1705 w Hamburgu) – niemiecki poeta, librecista i prawnik.
Był wybitnym twórcą librett dla Opery Hamburskiej pod koniec XVII wieku. Pisał dla wielu znakomitych kompozytorów, tj. Reinhard Keiser, Johann Sigismund Kusser, Johann Georg Conradi, Johann Philipp Förtsch, Georg Friedrich Händel, Georg Philipp Telemann.